# オーストン・イングリッシュ
オーストン・イングリッシュ（Auston English 1987年3月10日- ）はテキサス州カナディアン出身のアメリカンフットボール選手。NFLのクリーブランド・ブラウンズに所属していた。ポジションはディフェンシブエンド。

## 経歴
高校時代は、ランニングバック、ディフェンスエンドでプレーした。40ヤード走で4秒65を記録し、Rivals.com からはウィークサイドラインバッカーとして全米15位、Scout.com からはテキサス州の全選手中49位に評価された。またベンチプレスで315ポンドをあげた。
オクラホマ大学に進学し、1年次の2007年には、テキサス農工大学戦で足首を負傷し、3試合に欠場したが、9.5サックをあげてAP通信からビッグ12カンファレンスのファーストチームに選ばれた。2年次の2008年には、最初の9試合で先発出場したが、ネブラスカ大学戦でひざを負傷し、続く3試合に欠場した。3年次の2009年、ネブラスカ大学戦で足首を負傷し、シーズン絶望となった。
2010年4月30日、ドラフト外フリーエージェントでクリーブランド・ブラウンズと契約したが、6月17日に解雇された。7月下旬にUFLのハートフォード・コロニアルズと契約を結んだ。
2011年、プレシーズンゲームでは11タックル、NFLトップの4サックをあげたが、9月4日、ブラウンズから解雇され、9月5日、プラクティス・スクワッドとして契約を結んだ。同年10月、腕を骨折したマーカス・ベナードの代わりにアクティブロースターに昇格した。
2012年8月28日、故障者リスト入りし、2013年3月無制限フリーエージェントとなった。